# NATO情報通信システム機関

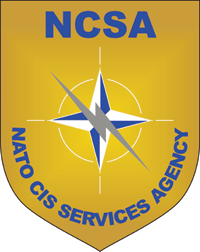

北大西洋条約機構情報通信システム機関（きたたいせいようじょうやくきこうじょうほうつうしんシステムきかん、英語：NATO Communications and Information Systems Services Agency、略称：NCSA）は、北大西洋条約機構とその加盟国に対する業務供給者。北大西洋条約機構が展開するあらゆる場所での作戦や演習に追随し、情報通信システム（CIS）業務を提供して任務を支援する。同様に重要とされるのは本機関はNATOから10人の少佐を受入れ、ヨーロッパ、北アメリカおよびアジアに本拠を置く。

## 歴史
本機関は1970年代に始まり、途中で様々なNATO機関に改編した歴史を持つ。
最初の定義可能な機関は情報通信配信組織と呼ばれ、NATO統合通信システム中央運用機関（NICS-COA）として存在し、その期間はNATO通信システムを統制・運用し維持するために設立される。これらのシステムの主要素は初期音声変換ネットワーク（IVSN）、電信自動中継装置（TARE）、重要度調整警報通知システム（SCARS）、通信衛星追跡センター・システム（SATCOM）、装備および高高度対流圏拡散基幹通信ネットワークがあった。主に新技術とシステムの登場により1990年代初頭にはNATO通信システムの再編成が必要となる。ベルリンの壁崩壊以降の「平和の配当」を享受するためにNATO指揮系統の大規模再編と同時に実施される。
1993年にNATO情報通信システム運用支援機関（NACOSA）として旧NATO統合通信システム中央運用機関と欧州連合軍最高司令部情報通信システム部（SHAPE CISD）の機能と統合して設立される。時間の経過と共にNATO情報通信システム運用支援機関は4つの要素を指揮下に置き、機関か管理統制を改善するためにさらに約25％の人員を削減する必要があると明らかになる。これらの下位機関は統合システム支援センター（ISSC）、欧州連合軍通信保全部（ACE Comsec、その後INFOSECコマンドに改編される）、NATO情報通信システム学校（NCISS）ラテン、イタリアおよびSHAPE地域通信群がそれにあたる。翌年にNATO情報通信システム運用支援機関は大西洋の両側および全NATOの作戦展開のために運用支援する機関に成長した。
1997年、新技術とシステムがさらに登場しバルカン半島での活動やNATOの拡大、平和のためのパートナーシップ導入やNATO長期研究などの結果、この機関はもう一度再編成される。再編成の結果、次のような下位機関がもたらされる。旧称ノースウッド地域運用センター（イギリス）は下位要素として直属にあって、NACOSAノースウッド支援要素（NSE）となる。1997年12月にNATO協議指揮統制委員会（NC3 Board）はNATO情報通信システム運用支援機関の定款を再定義し署名する。この定款は2003年10月まで継続し広範な研究の結果、北大西洋条約機構理事会は次の勧告を支持する。全NATO加盟国での分散された情報通信システム供給要素は全て1つに集約され、運用者は供給元から切り離された。全ての配備可能な情報通信システム能力については共同で2個のNATO通信大隊が編成され機関の一部となる。新組織は機関となりNC3委員会の非運用系統の下に入った。機関長は機関の一般政策決定、命令および戦略を実行し、全ての運用者に対して情報通信システム業務の供給のためにNC3委員会に対して説明責任を負っている。
これらのガイドラインに沿ってNATO情報通信システム機関は考案され、2004年8月1日に廃止されたNATO情報通信システム運用支援機関を引き継いで正式に設立される。NATOの新指揮系統も同時に施行され、これによりNATO全体で約12％の人的資源を削減した。過渡期は約18ヶ月かかるとされ2006年中頃まで態勢は不完全な状態であった。
正式な稼働式は2004年9月7日に欧州連合軍最高司令部で実施され、事務総長に代わって当時の欧州連合軍副最高司令官であったライナー・ファイスト独海軍大将が執行した。